# Žďárek
Žďárek (německy Scharingen, Scharchen) je obec v okrese Liberec v Libereckém kraji. Žije zde 177 obyvatel.
Ve vzdálenosti dva kilometry od obce se nachází zámek Sychrov. Ve vzdálenosti šest kilometrů severozápadně se nachází v témž okrese jiná vesnice Žďárek, která však je částí města Hodkovice nad Mohelkou.

## Historie
První písemná zmínka o obci pochází z roku 1600.

## Obyvatelstvo
| Rok            | 1869 | 1880 | 1890 | 1900 | 1910 | 1921 | 1930 | 1950 | 1961 | 1970 | 1980 | 1991 | 2001 | 2011 | 2021 |
| -------------- | ---- | ---- | ---- | ---- | ---- | ---- | ---- | ---- | ---- | ---- | ---- | ---- | ---- | ---- | ---- |
| Počet obyvatel | 217  | 284  | 281  | 262  | 223  | 215  | 210  | 151  | 139  | 121  | 111  | 106  | 121  | 127  | 162  |
| Počet domů     | 31   | 43   | 43   | 44   | 46   | 46   | 50   | 49   | 42   | 39   | 36   | 42   | 49   | 51   | 58   |

## Obecní správa
Mezi lety 1850–1879 Žďárek patřil jako osada obce k Odolenovicím v okrese Turnov. V letech 1880–1960 byl obcí. V letech 1960–1990 patřil jako část obce k Sychrovu a od 1. září 1990 je opět samostatnou obcí v okrese Liberec.

### Obecní symboly
Znak a vlajka byly obci uděleny rozhodnutím předsedy Poslanecké sněmovny Parlamentu České republiky dne 10. září 2021.

## Pamětihodnosti
- Kaplička se zvoničkou
- Krucifix před čp. 7
- Památkově chráněná chalupa če. 5 (dříve čp. 2) z první poloviny 18. století
- Další lidové a tradiční stavby z 19. a počátku 20. století
- Pomník padlým v první světové válce
- Hostinec Zlatá hvězda se sokolovnou v osadě Zlatá Hvězda (německy Goldenstern) (skrz bývalou osadu prochází silnice I/35)

## Galerie

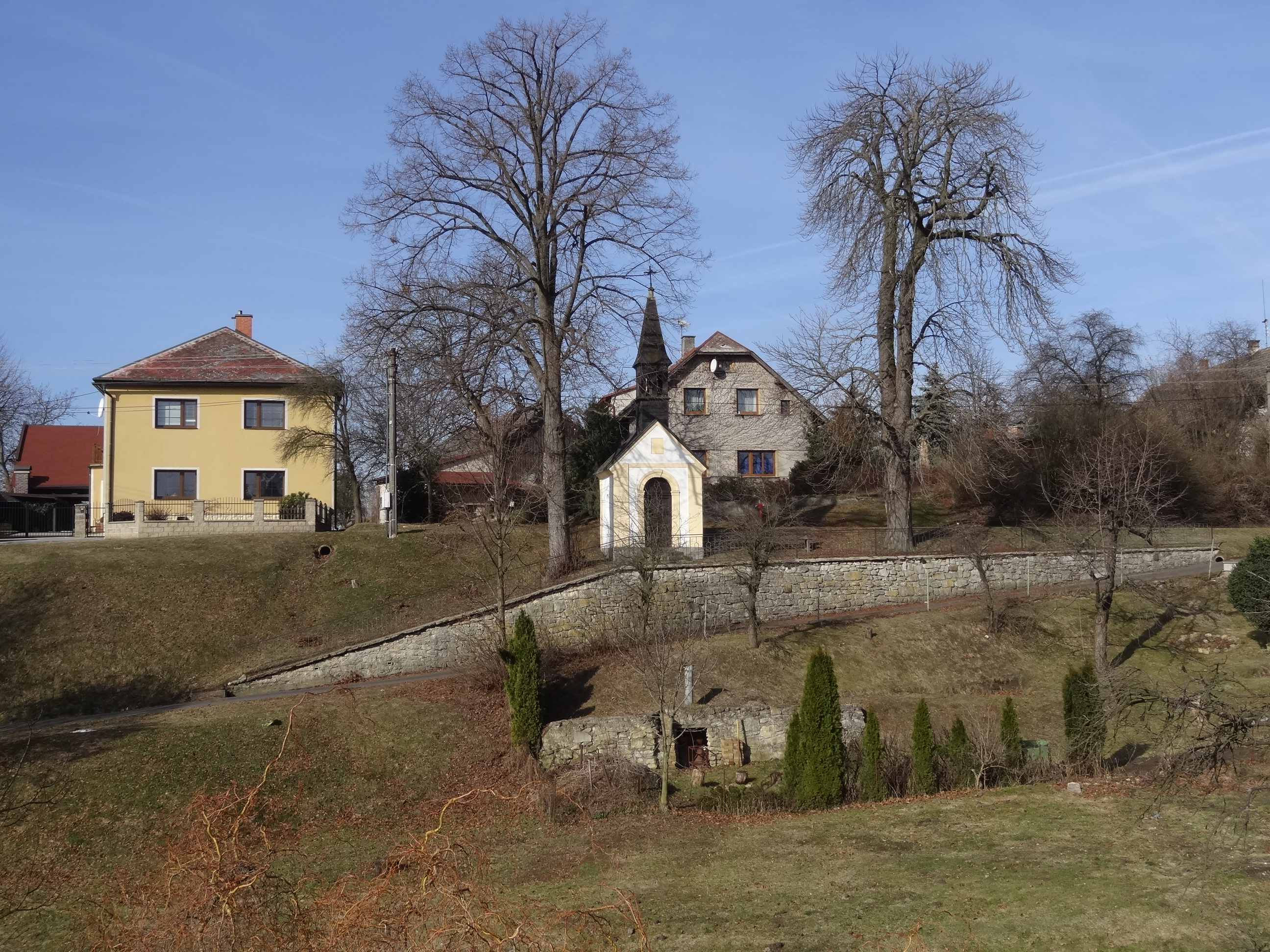
Celkový pohled na střed vsi s kaplí
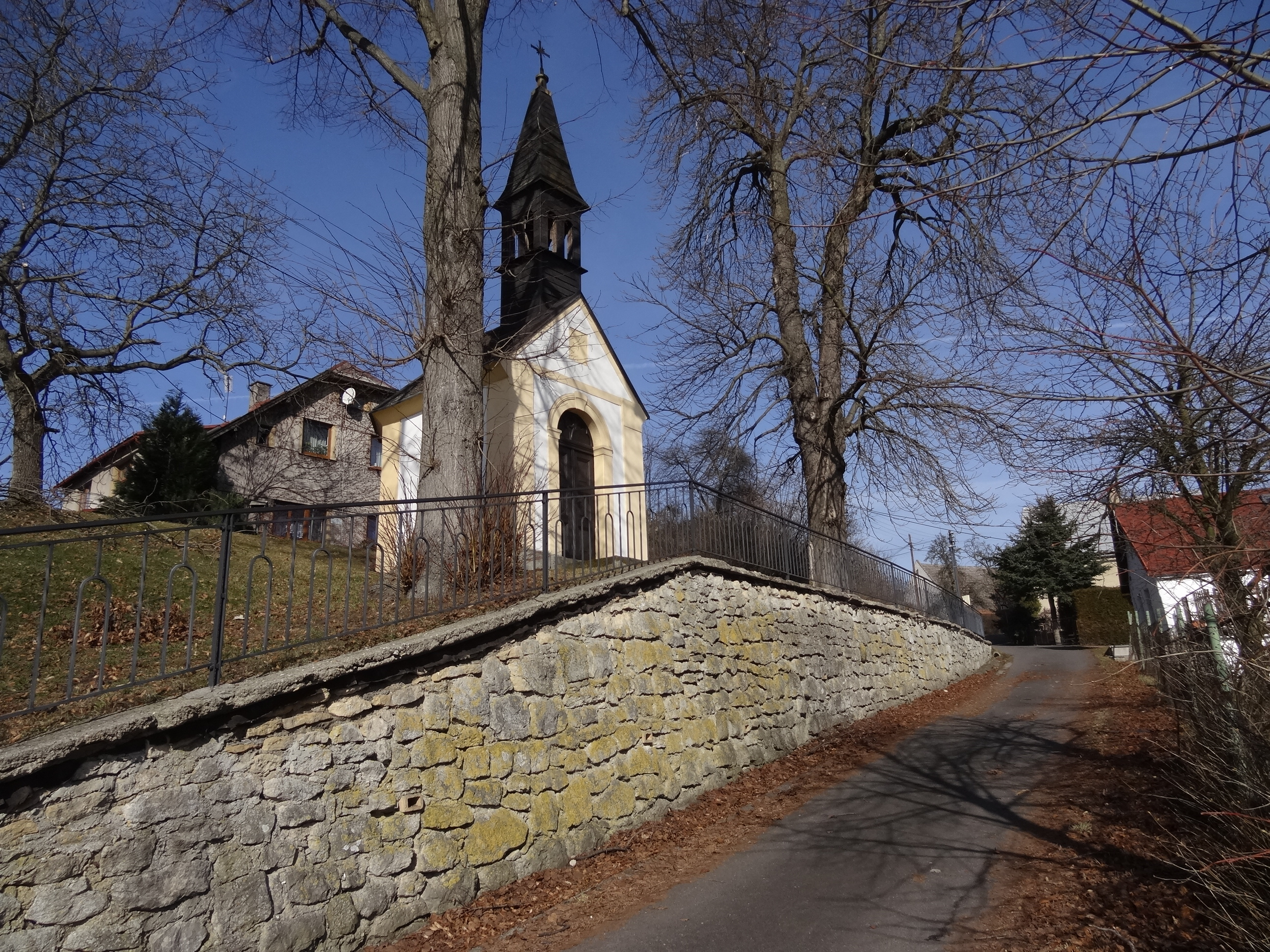
Kaple se zvoničkou zblízka
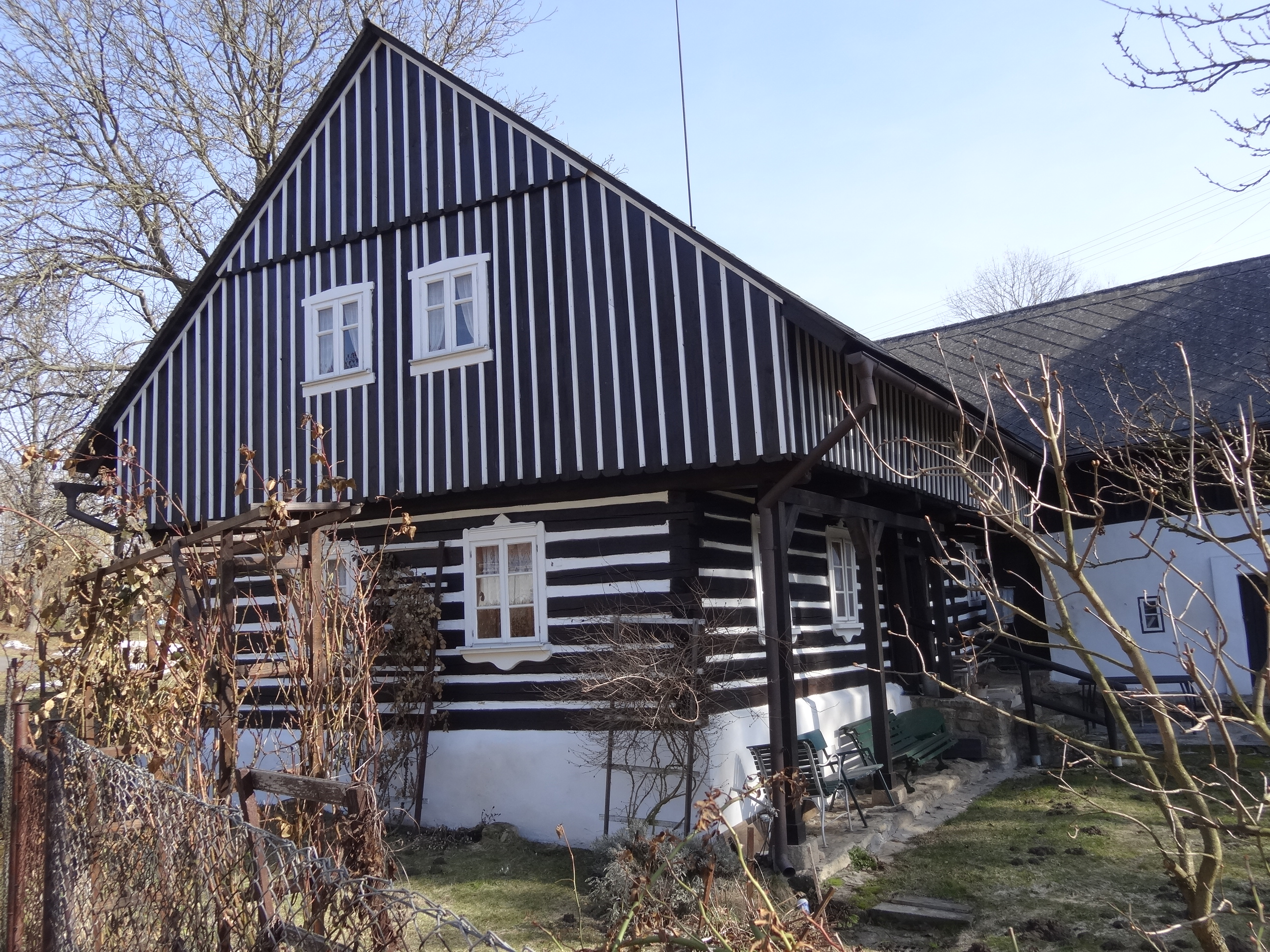
Chalupa če. 5
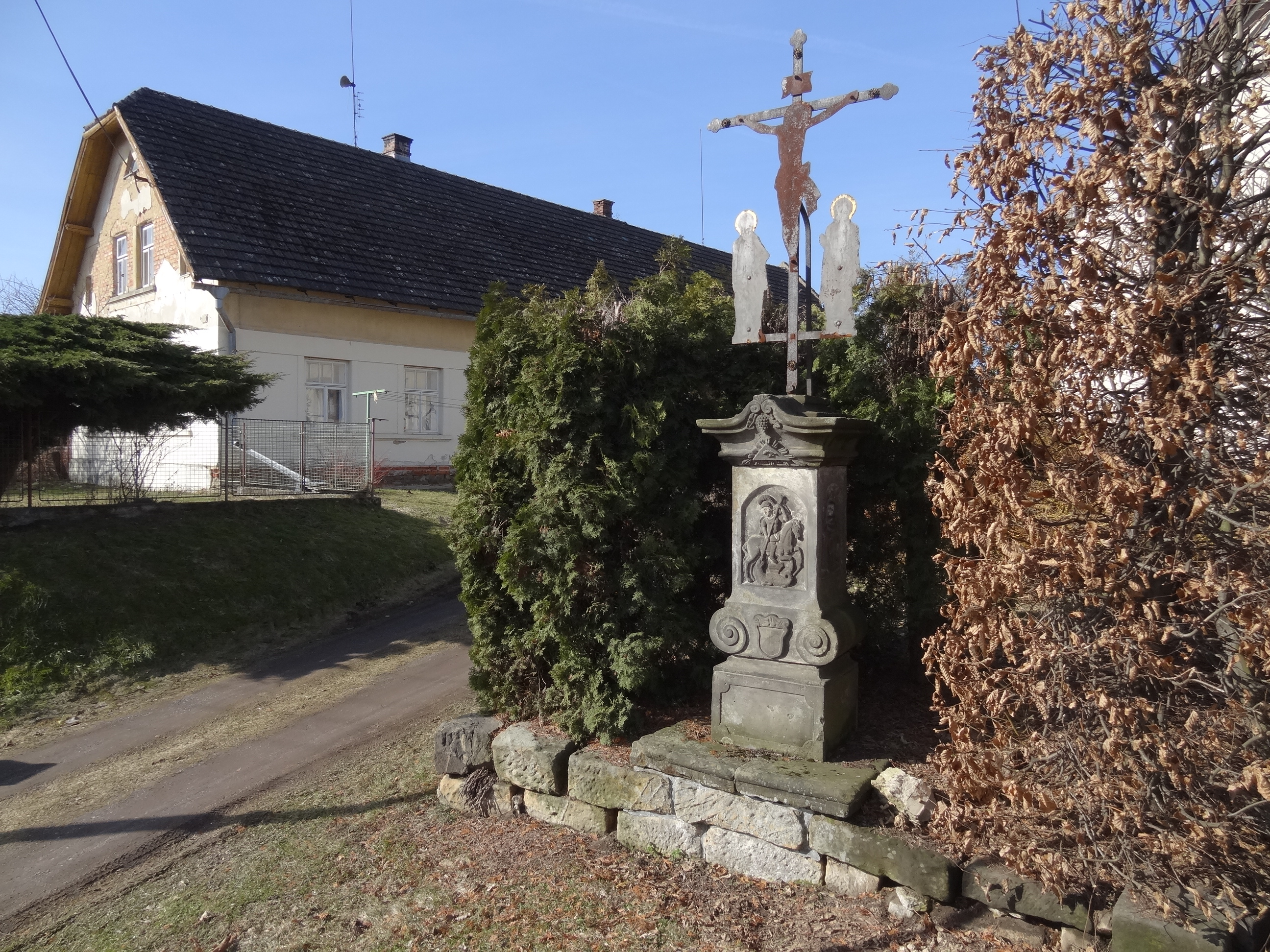
Kříž před čp. 7
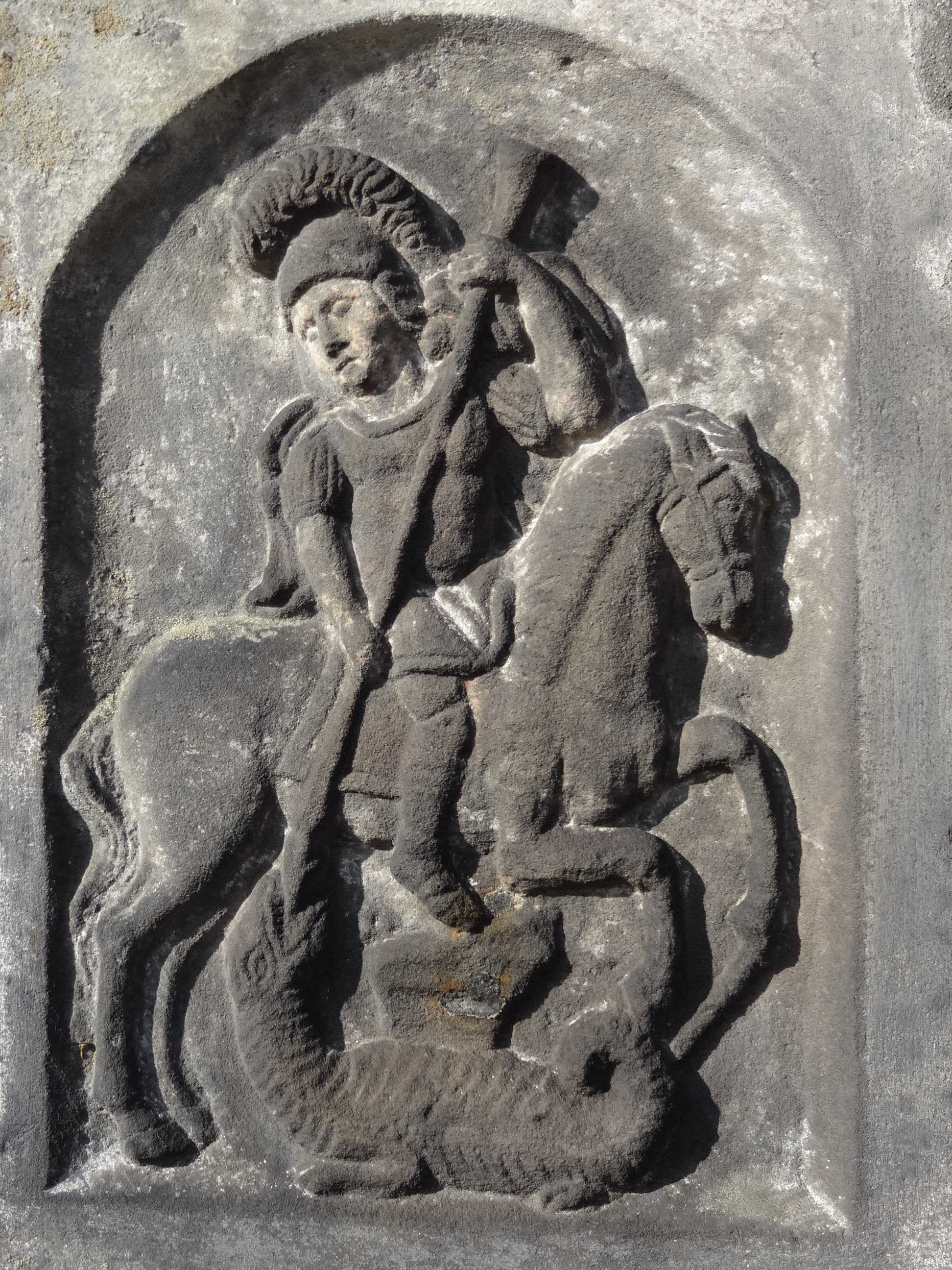
Detail podstavce kříže (sv. Jiří bojující s drakem)
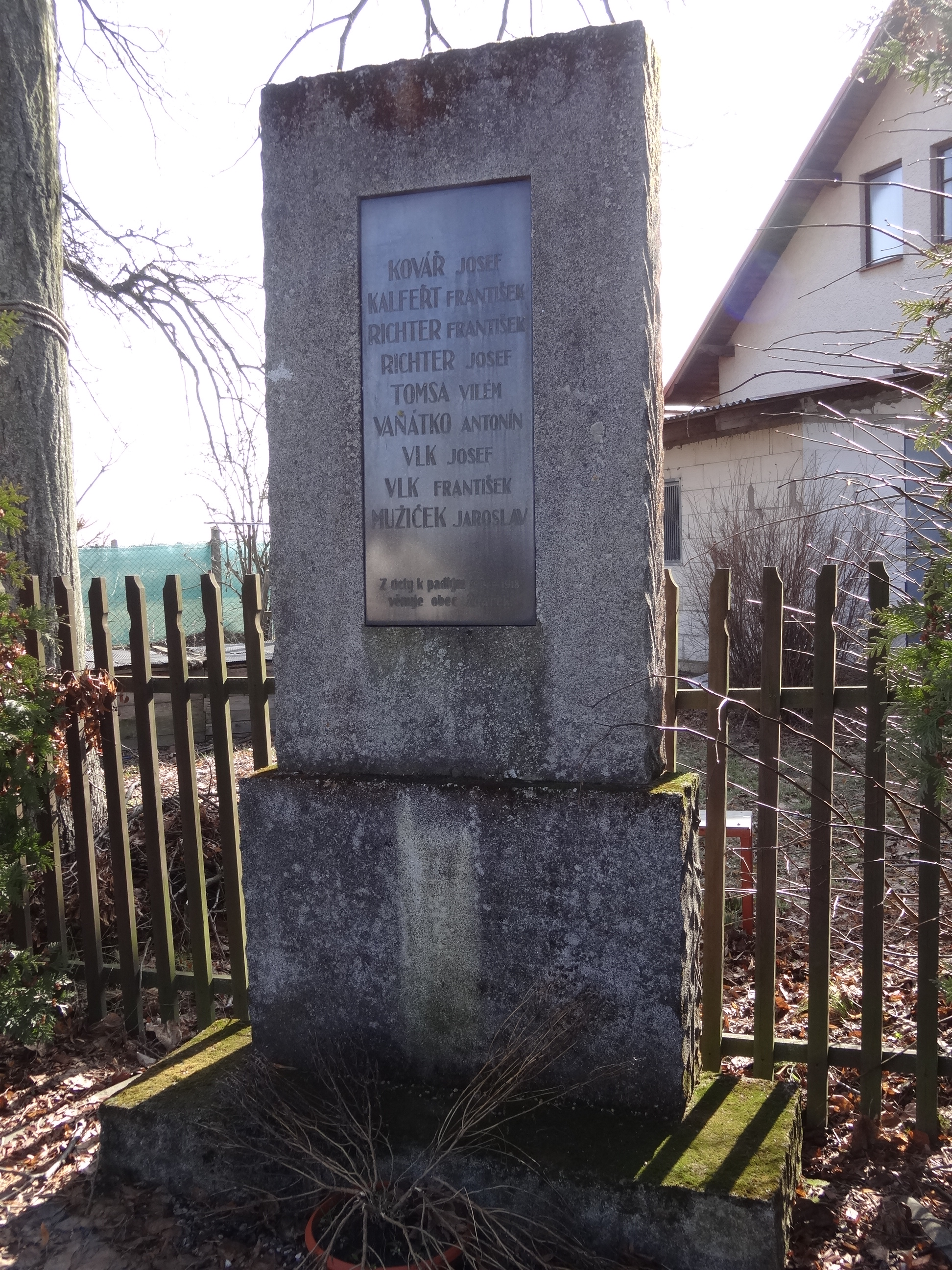
Pomník padlým
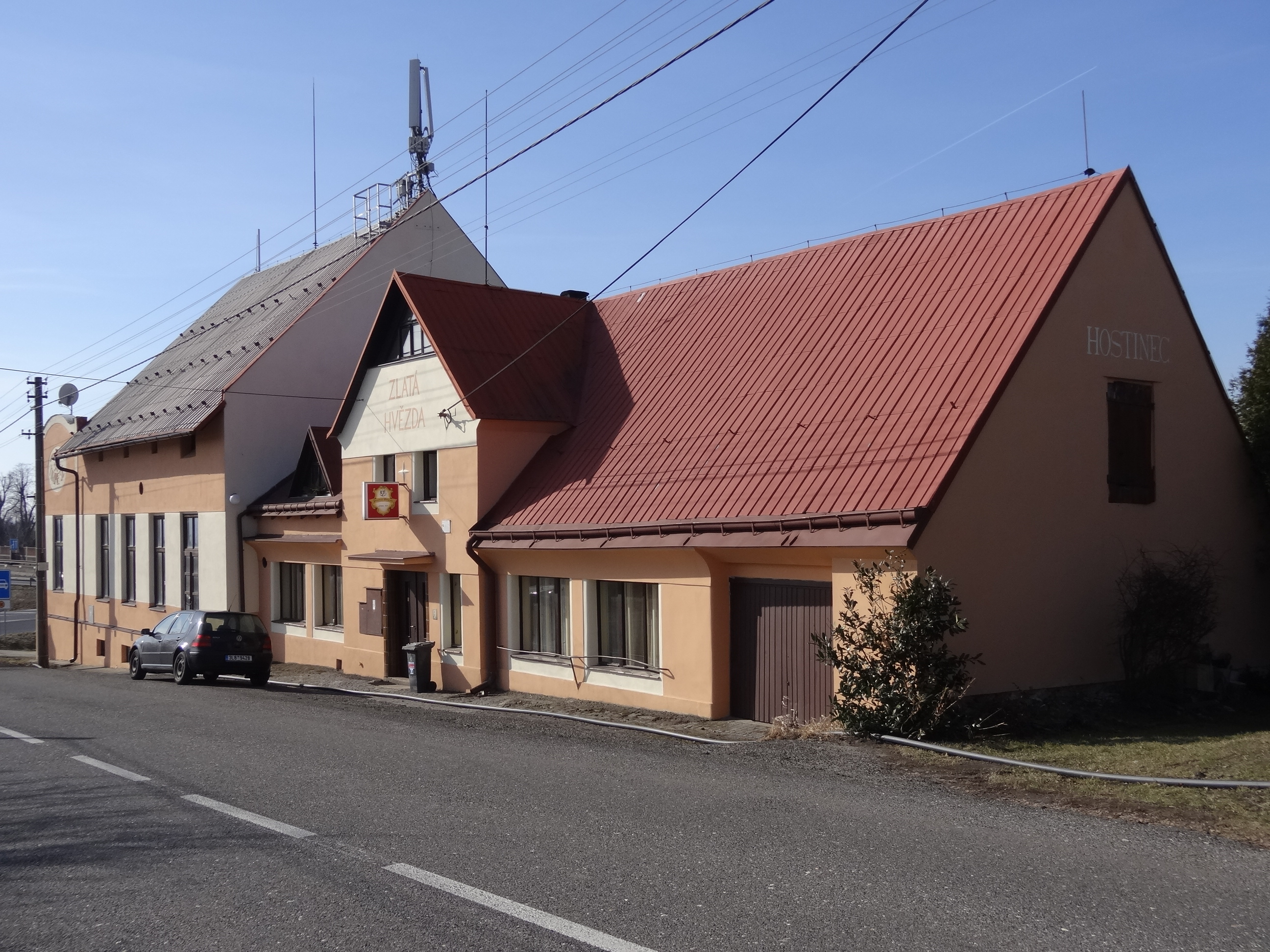
Hostinec Zlatá hvězda se sokolovnou
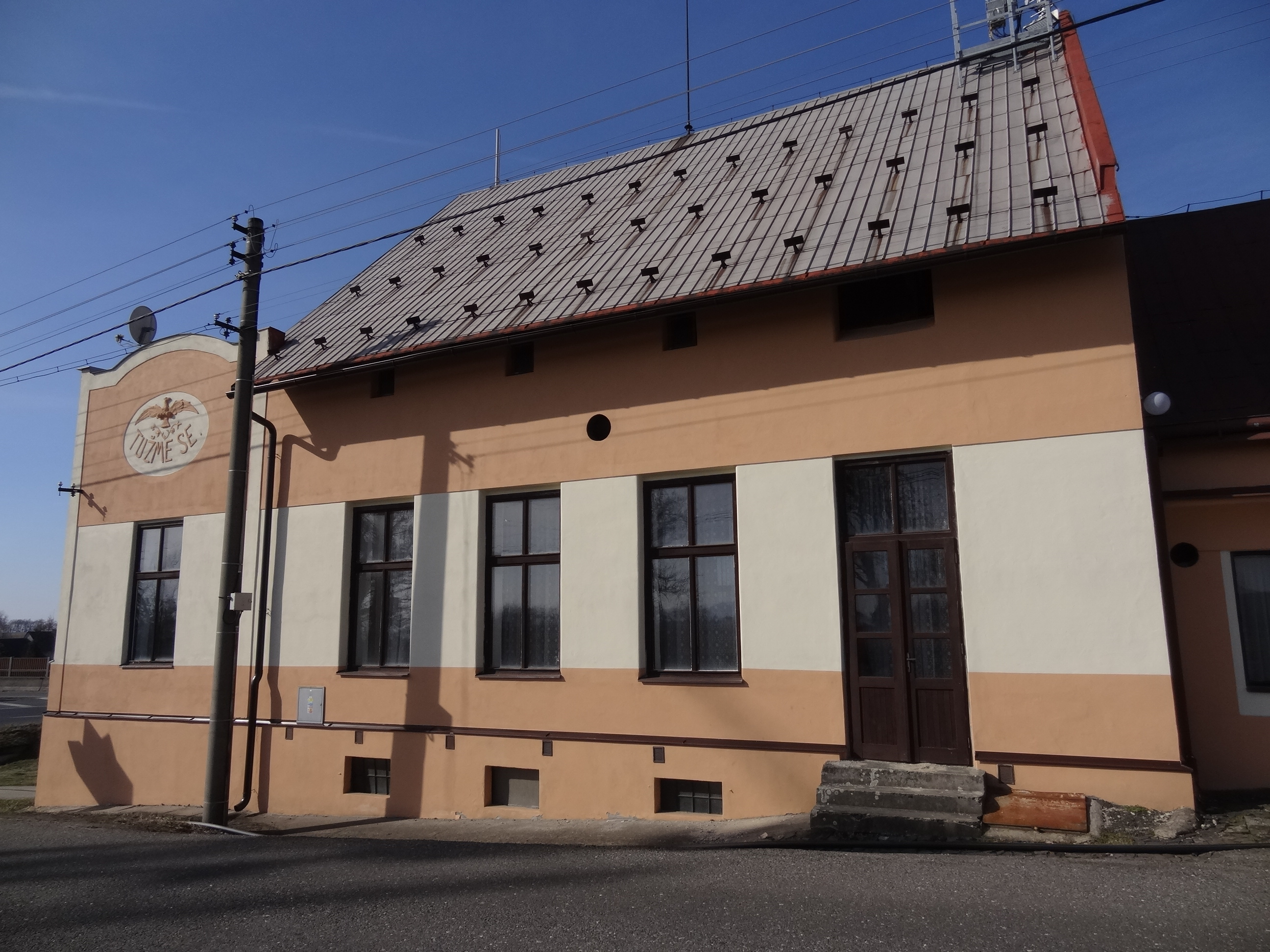
Sokolovna
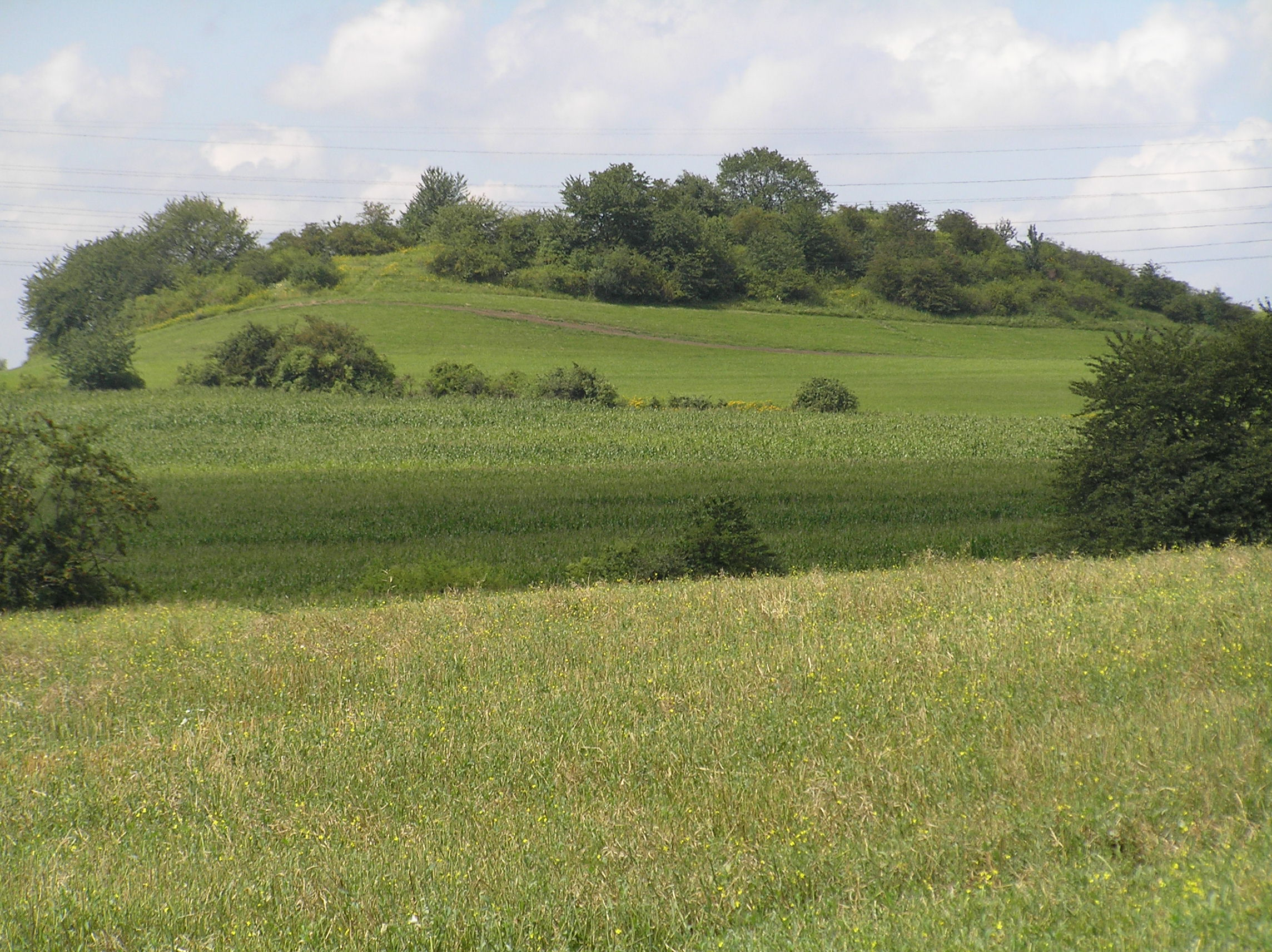
Vrch Hrobka (487 metrů)
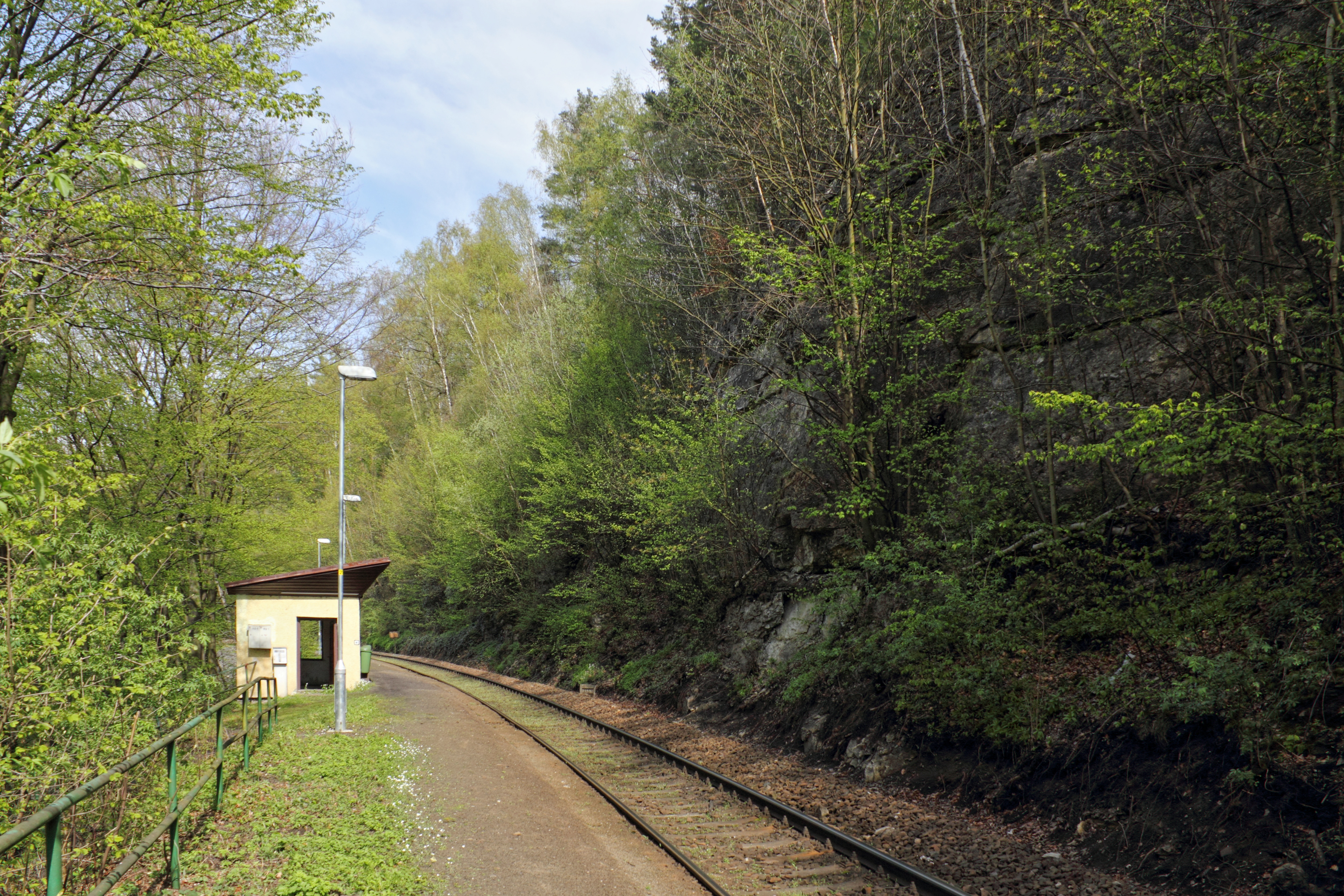
Železniční zastávka Sedlejovice v katastru obce